# Juventude do Movimento Popular de Libertação de Angola
A Juventude do Movimento Popular de Libertação de Angola (JMPLA) é a ala jovem do principal partido angolano, o Movimento Popular de Libertação de Angola (MPLA). Foi fundada em 23 de novembro de 1962 na cidade de Quinxassa.
Seu primeiro presidente foi Daniel Chipenda. Outros importantes líderes anticoloniais que passaram pela JMPLA foram Jonas Savimbi e José Eduardo dos Santos.